# 山一 (企業)
山一株式会社（やまいち、英：YAMAICHI CO., LTD）は、かつて鞄（スーツケース、ビジネス、カジュアル）の生産販売していた企業である。
1945年（昭和20年）創業で、本社は愛知県名古屋市に置いていた。

## 概要
バッグの専門商店として、1945年（昭和20年）に創業者、山田明によって「山一商店」が設立。1975年（昭和50年）に商号を「山一株式会社」に変更。主にスーツケース、ビジネスバッグ、カジュアルバッグの企画から生産にいたるまで行っている。自社オリジナルブランドとしてactus color's（アクタスカラーズ）、ACTUS（アクタス）、Unbeausac（アンビュサック）、XA（エグザ）を展開していた。
2013年11月に8階建ての新本社ビル（TIG・ACTUS BUILDING）が完成。
2014年に洋傘卸の老舗『マルト長谷川』を子会社にする。そして親会社のもとマルト長谷川が逆に旧・山一を吸収合併して山一に商号変更。
2016年3月4日、名古屋地方裁判所へ破産を申請、同年3月23日に名古屋地方裁判所から破産手続開始決定を受けた。

## 沿革
- 1945年（昭和20年）8月 - 創業者の山田明が「山一商店」を開業
- 1975年（昭和50年）3月 - 商号を山一商店から「山一株式会社」に変更
- 1986年（昭和61年）6月 - 山田明彦が代表取締役に就任
- 1995年（平成7年） 8月 - 創業50周年
- 2008年（平成20年）7月 - 日本政策投資銀行と新生銀行が設立したファンドRaffia2 L.P.が全株式を取得。堀江忍が代表取締役に就任
- 2010年（平成22年）

2月 - オリジナルブランド「トップオープン」を発売
4月 - 「トータル・アイ株式会社」が全株式を取得。岩崎泰典が代表取締役に就任
- 2011年（平成23年）

1月 - オリジナルブランド「デタッチャブルキャリー」を発売
2月 - プロサッカー選手「本田圭佑」と広告契約を締結
9月 - 鞄業界で初めて「東京ガールズコレクション」に参画
11月 - オリジナルブランド「actus color's」を発売
- 2012年（平成24年）

3月 - 女優「沢尻エリカ」と広告契約を締結
4月 - 「actus color's」の旗艦店を東京都原宿に開店
- 2013年（平成25年）

9月 - 自社ビル「TIG・ACTUS BUILDING」竣工
- 2014年（平成26年）

4月 - 女優「沢尻エリカ」とのコラボレーションモデル「Erika Platinum Line by actus colorʼs」を発売。株式会社マルト長谷川を子会社化
11月 - 存続会社マルト長谷川・社名を「山一株式会社」で合併し事業部制を導入
- 2016年（平成28年）

3月 - 名古屋地方裁判所から破産手続開始決定を受ける
11月 - 法人格消滅

## 展開ブランド
- actus color's（アクタスカラーズ）
  - 2011年（平成23年）9月3日、さいたまスーパーアリーナで行われたファッションショー（東京ガールズコレクション'11A/W）に出展する[7]。
  - 2012年（平成24年）3月、ブランドイメージキャラクターに女優の沢尻エリカを起用している。
  - 2012年（平成24年）3月3日、横浜アリーナで行われたファッションショー（東京ガールズコレクション'12S/S）に出展する。
  - 2014年（平成26年）4月、女優「沢尻エリカ」とのコラボレーションモデル「Erika Platinum Line by actus colorʼs」を発売
- ACTUS（アクタス）
- Unbeausac（アンビュサック）
- XA（エグザ）

## 主な取引先
- イオン株式会社
- 株式会社イズミ
- 株式会社JTB商事
- 株式会社東急ハンズ
- 株式会社東京デリカ
- 株式会社ドン・キホーテ
- 株式会社長崎屋
- 株式会社パレモ
- 株式会社フィットハウス
- 株式会社ヨシヅヤ
- 株式会社ロフト
- その他